# 當男人戀愛時 (2021年電影)
《當男人戀愛時》（英語：Man In Love）是一部於2021年上映的臺灣愛情片，改編自2014年韓國電影，由殷振豪執導，邱澤、許瑋甯、蔡振南、鍾欣凌、藍葦華、陽靚及黃路梓茵主演。電影於2021年3月26日至28日在臺灣推出口碑場，於4月1日正式上映。同年10月29日中國推出翻拍版《東北戀哥》。

## 劇情
蔡姐指派阿成收取在醫院的債務，阿成卻對準備替父親洗澡的浩婷一見鍾情。在威脅要帶走其父親後，浩婷同意簽下債務轉讓合約。阿成在冰果室外向浩婷遞出「塗鴉合約」，浩婷則將果汁倒在阿成頭上後即離去。在醫院送上新一期的繳費單以及親戚無法給予金錢幫助後，浩婷決定接受阿成的「塗鴉合約」，約定吃飯與散步來抵債。慢慢地浩婷對阿成改觀，但某天在阿成出面制止手下砸毀雜貨店時，浩婷路過卻誤以為是阿成在砸店討債。浩婷來到醫院後得知阿成帶父親外出，連忙將父親帶回醫院內，過程中阿成表達愛意，浩婷卻不予理會無情離去，於是傷心欲絕的阿成打擾正準備服務客人的芽芽。一路跌跌撞撞到醫院的阿成欲收回先前的對浩婷表白，卻發現浩婷父親已不在病床上，浩婷正整理著父親的衣物。浩婷父親的出殯日當天，阿成協助在停車場安排告別式會場，當中雜貨店夫妻向浩婷慰問，浩婷才得知當時阿成是在幫忙制止砸店。
阿成之後在浩婷工作的午休時間贈送保健食品，離去前與浩婷在天臺吃冰，過程中阿成回覆浩婷因為「你就腿長，香香的」所以喜歡她，浩婷以親吻臉頰作為回覆。阿成在保齡球場與浩婷約會時獻唱〈愛情你比我想的閣較偉大〉。在雙方交往99天當天，阿成赴約餐廳時告訴浩婷下定決心不再討債，想與浩婷一起實現開設手搖飲料店的夢想。阿成在看過店租資料之後，才發覺兩人的資金有所短缺，於是回頭向蔡姐找工做，而阿成卻聽信蔡姐把與浩婷的存款全都壓入賭場，結果遭到蔡姐設計。苦苦等候阿成而無法簽約的浩婷，在回家路上看到阿成，雖然得知存款全沒，還是想帶阿成回家，阿成表示從沒愛過她，不解她怎會想和他這種人在一起，傷心的阿成在夜晚的巷弄中撕心裂肺地發洩，警察到場關切卻遭阿成襲擊洩憤，阿成為此入獄。
阿成在獄中因鼻孔流血而倒地，經醫生檢查得知為腦動脈瘤，按規定需出獄接受治療。出獄的阿成想要蔡姐歸還當初屬於浩婷的金錢，阿成不忍浩婷須兼職還債，於是打翻蔡姐的議員服務處、作勢要引爆瓦斯冀望蔡姐能夠確實歸還浩婷的金錢。從蔡姐拿回浩婷的金錢後，阿成欲歸還浩婷金錢，但浩婷不領情，表明阿成欠的不只是金錢。遠遠看著浩婷與其他人相親，傷心的阿成在離開時因鼻孔流血倒地在路邊，走出店外的浩婷協助將阿成送醫，清醒後的阿成連忙來到客運總站，辦完手續的浩婷隨即趕到客運總站，兩人相擁哭泣。回家後浩婷在阿成大哥的理髮廳幫阿成刮鬍子。接受治療的阿成臥病在床，之後在浩婷特地帶來自製的粉蒸肉想給他食用時離世。阿成生前拜託失智的父親在他不在的時候做浩婷的父親。快遞寄來阿成送給大哥全新的三色旋轉燈，大哥因此蹲下痛哭流涕。浩婷與阿成父親一同搭乘公車。那份「塗鴉合約」則壓在浩婷農會的辦公桌上。

## 演員
- 邱澤飾張孟成（阿成、成哥），替蔡姐討債
- 許瑋甯飾吳浩婷，在農會工作
- 蔡振南飾阿成與大偉父親，公車司機
- 譚慶普飾吳浩婷父親
- 藍葦華飾張大偉，阿成大哥
- 陽靚飾淑玲，大偉老婆
- 白小櫻飾張小文，大偉女兒
- 鍾欣凌飾蔡玉娥(蔡姐)，討債集團老闆娘
- 林志謙飾芒果，阿成手下
- 蕭東意飾憨吉，阿成手下
- 林志儒飾老王，刑警
- 黃路梓茵飾芽芽，失學少女、性工作者
- 侯彥西飾威力，要介紹給浩婷的男性友人
- 鍾振盛飾程偉豪，農會經理
- 常在興飾欠債人，拿東西砸阿成那位欠債人的父親
- 黃榮樂飾警察，在路邊麵攤關切阿成那位警察
- 徐銘志飾公車司機，阿成老爸的同事

## 製作
2020年6月24日，《蘋果日報》報導邱澤將與許瑋甯演出《當男人戀愛時》，蔡振南演出邱澤的父親，電影由殷振豪執導，監製為程偉豪，電影翻拍自2014年韓國電影。電影有獲得文化部影視及流行音樂產業局109年度第2梯次國產電影長片輔導金新臺幣1200萬元。9月3日，《當男人戀愛時》完成拍攝，拍攝總共進行35天。電影在基隆和新北礁溪、深坑、三芝、鶯歌、三重、新莊、板橋、淡水和臺北士林、萬華、西門町和桃園平鎮、中壢和新竹湖口與宜蘭羅東等地取景。
2021年2月8日，片商發佈《當男人戀愛時》前導預告。2月25日，片商舉行《當男人戀愛時》預告發佈會。3月14日，《當男人戀愛時》發佈電影主題曲〈愛情你比我想的閣較偉大〉，由茄子蛋擔綱演唱及編曲，黃奇斌作曲兼填詞。

## 發行
《當男人戀愛時》於2021年3月26日至28日在臺灣推出口碑場，於4月1日正式上映。中國大陸於6月11日上映。香港於7月22日上映。8月20日，《當男人戀愛時》上架Netflix。

## 票房
全球方面，根據票房收入追蹤網站指出為5425萬美元。
臺灣方面，口碑場三天票房為新臺幣386萬元。正式上映後，首五天（週四至週一）票房累計至新臺幣5800萬元。上映9天票房破億。次週票房累計至新臺幣1.59億元。上映15天票房破新臺幣2億元。第三週票房累計至新臺幣2.58億元。第四週票房累計至新臺幣3.29億元，挺進臺灣影史臺灣電影票房前10名，並成為2019冠状病毒病疫情期間票房最高的臺灣電影。上映41天票房破新臺幣4億元。最終全臺票房為新臺幣4.05億元。

## 獎項紀錄
| 類別                  | 頒獎日期       | 獎項             | 名字                             | 結果 | 參考          |
| --------------------- | -------------- | ---------------- | -------------------------------- | ---- | ------------- |
| 臺北電影獎            | 2021年10月9日  | 最佳劇情長片     | 《當男人戀愛時》                 | 提名 | [ 27 ] [ 28 ] |
| 臺北電影獎            | 2021年10月9日  | 最佳導演         | 殷振豪                           | 提名 | [ 27 ] [ 28 ] |
| 臺北電影獎            | 2021年10月9日  | 最佳男主角       | 邱澤                             | 獲獎 | [ 27 ] [ 28 ] |
| 臺北電影獎            | 2021年10月9日  | 最佳女主角       | 許瑋甯                           | 提名 | [ 27 ] [ 28 ] |
| 臺北電影獎            | 2021年10月9日  | 最佳女配角       | 鍾欣凌                           | 提名 | [ 27 ] [ 28 ] |
| 臺北電影獎            | 2021年10月9日  | 最佳剪輯         | 陳俊宏                           | 提名 | [ 27 ] [ 28 ] |
| 臺北電影獎            | 2021年10月9日  | 最佳造型設計     | 林育妘、蘇庭卉                   | 提名 | [ 27 ] [ 28 ] |
| 臺北電影獎            | 2021年10月9日  | 最佳電影行銷     | 《當男人戀愛時》                 | 提名 | [ 27 ] [ 28 ] |
| 臺北電影獎            | 2021年10月9日  | 最佳海報         | 《當男人戀愛時》                 | 提名 | [ 27 ] [ 28 ] |
| 臺北電影獎            | 2021年10月9日  | 最佳預告片       | 《當男人戀愛時》                 | 提名 | [ 27 ] [ 28 ] |
| 金馬獎                | 2021年11月27日 | 最佳新導演       | 殷振豪                           | 提名 | [ 29 ]        |
| 金馬獎                | 2021年11月27日 | 最佳男主角       | 邱澤                             | 提名 | [ 29 ]        |
| 金馬獎                | 2021年11月27日 | 最佳女配角       | 鍾欣凌                           | 提名 | [ 29 ]        |
| 金馬獎                | 2021年11月27日 | 最佳原創電影歌曲 | 茄子蛋〈愛情你比我想的閣較偉大〉 | 提名 | [ 29 ]        |
| Yahoo搜尋人氣大獎     | 2022年2月14日  | 人氣電影         | 《當男人戀愛時》                 | 獲獎 | [ 30 ]        |
| Yahoo搜尋人氣大獎     | 2022年2月14日  | 人氣男演員       | 邱澤                             | 提名 | [ 30 ]        |
| Yahoo搜尋人氣大獎     | 2022年2月14日  | 人氣女演員       | 許瑋甯                           | 提名 | [ 30 ]        |
| 第3屆台灣影評人協會獎 | 2022年5月      | 最佳男演員       | 邱澤                             | 獲獎 | [ 31 ]        |
| 金曲獎                | 2022年7月2日   | 年度歌曲獎       | 《愛情你比我想的閣較偉大》       | 獲獎 | [ 32 ]        |

## 外部連結
- Yahoo奇摩電影上《當男人戀愛時》的資料（繁體中文）
- 開眼電影網上《當男人戀愛時》的資料（繁體中文）
- 台灣電影網上《當男人戀愛時》的資料（繁體中文）
- 互联网电影数据库（IMDb）上《當男人戀愛時》的资料（英文）
- 香港影庫上《當男人戀愛時》的資料（繁體中文）
- 豆瓣电影上《當男人戀愛時》的資料 （简体中文）